# Sócrates Zuzunaga Huaita
Iván Edilberto Sócrates Zuzunaga Huaita (Pausa, distrito de Pauza, provincia de Páucar del Sarasara, departamento de Ayacucho, Perú, 1954) es un escritor, traductor y profesor de lengua y literatura peruano. Ha escrito novelas, cuentos, poemas y literatura infantil, sobre todo en español, pero también en quechua ayacuchano.

## Trayectoria
Sócrates Zuzunaga Huaita nació en Pausa en 1954. Dice que ya en su temprana infancia solía leer y narrar historias fantásticas. Estudió Educación de Lengua y Literatura en la Universidad Nacional de Educación Enrique Guzmán y Valle UNE en Lima, llamada también La Cantuta, donde hizo su licenciatura. En 2020 fue profesor de literatura infantil, las lenguas español y quechua, cultura andina y música en la Universidad de Ciencias y Humanidades en Lima.
Unos de sus cuentos más conocidos, algunos de ellos infantiles, son Con llorar no se gana nada (1988), Y tenía dos luceros (1998), Recuerdos de lluvia (1999), Florecitas de Ñawin Pukio (2008), Negracha (2008), Taita Serapio (2009), Zorrito de puna (2009) y Takacho, Takachito, Takachín (2009) y De junco y capulí (2010). En quechua ayacuchano escribió los cuentos Tullpa willaykuna – Relatos del fogón (2006) y el poemario Kuyaypa kanchariynin – La luz del amor (2011).
En 2011 salió su novela La noche y sus aullidos, donde narra sobre el conflicto armado interno en el Perú desde la perspectiva de los ayacuchanos en plena guerra.
En el marco de un proyecto de la Dirección Desconcentrada de Cultura de Cuzco en 2015, Sócrates Zuzunaga tradujo dos cuentos de Adolfo Bioy Casares (Paulinapa yuyayninpi / En memoria de Paulina) y Clarice Lispector (Kañakuymantaqa chayqa allichkanmi / Melhor do que arder, esp. Mejor que arder) del español y el portugués al quechua, mientras que tres cuentos de Gabriel García Márquez (Machu wiraquchataq raprasapataq / Un señor muy viejo con unas alas enormes), Mario Vargas Llosa (Qamchu ñuqachu wañusunchik / El desafío) y Juan Carlos Onetti (Qhalilla sumaqlla Bob / Bienvenido Bob) fueron traducidos por Georgina Maldonado Gómez. Todas estas traducciones quechuas fueron publicadas en Cusco en 2015.

## Condecoraciones
Sócrates Zuzunaga Huaita ganó el Premio Nacional de Educación Horacio en 1994, 1999, 2000, 2005 y 2007 con sus obras Recuerdos de lluvia, Un rinconcito de ensueños y retamales, De junco y capulí, Manchay Puytu, entre otros. Ganó dos veces el Primer Premio de Literatura Quechua de la Universidad Federico Villarreal, en 2000 con sus Cuentos del hogar, en quechua Tullpa willaykuna, y en 2006 con su poemario Kuyaypa kanchariynin – La luz del amor. En 2009 ganó el Premio Copé de Oro de Novela por La Noche y sus Aullidos.

## Obras

### Novelas en castellano
- 2011: La noche y sus aullidos. Petróleos del Perú, Lima, ISBN 9789972606861

### Cuentos en castellano
- 1999: Recuerdos de lluvia. San Marcos, Lima
- 2008: Florecitas de Ñawin Pukio. Altazor, Lima, ISBN 9972839634
- 2009: Taita Serapio. Altazor, Lima, ISBN 9789972839863
- 2009: Zorrito de puna. Altazor, Lima, ISBN 9789972839832
- 2009: Takacho, Takachito, Takachín. Altazor, Lima, ISBN 9789972839184
- 2010: El sueño del picaflor y otros cuentos. Altazor, Lima, ISBN 9789972839603
- 2013: Siwarcito. Altazor, Lima, ISBN 9786124122606
- 2017: Zorrito de puna (2ª ed.). Crecer, Lima, ISBN 9786124217838
- 2017: Takacho, Takachito, Takachín (2ª ed.). Crecer, Lima, ISBN 9786124217845
- 2017: Recuerdos de lluvia (2ª ed.). Crecer, Lima, ISBN 9786124217890
- 2017: Juancito andino. Crecer, Lima, ISBN 9786124217814
- 2017: Negracha. Crecer, Lima, ISBN 9786124217852
- 2017: Champillo y yo. Crecer, Lima, ISBN 9786124217821
- 2017: Una piedra que llora. Crecer, Lima, ISBN 9786124217784
- 2017: Yo soy el picaflor esmeralda. Crecer, Lima, ISBN 9786124217883
- 2017: El músico mendigo. Crecer, Lima, ISBN 9786124217869
- 2017: Cuentos infantiles de mi tierra. Crecer, Lima, ISBN 9786124217913
- 2017: Con llorar no se gana nada. Crecer, Lima, ISBN 9786124217906
- 2017: Paloma torcaza. Crecer, Lima, ISBN 9786124217876
- 2017: La laguna azul y otros cuentos. Crecer, Lima, ISBN 9786124217777
- 2019: El primer amor nunca se olvida. Grupo Editorial Quimérica, Lima, ISBN 9786124814907

### Cuentos en quechua (con traducción española)
- 2001: Tullpa willaykuna (Cuentos del hogar). Universidad Nacional Federico Villarreal, Editorial Universitaria, Lima (editado en un libro con: José Tapia Aza: Maqt'illu).

### Poesía en quechua (con traducción española)
- 2011: Kuyaypa kanchariynin – La luz del amor. Universidad Nacional Federico Villarreal, Editorial Universitaria, Lima.

### Traducciones literarias al quechua
- Clarice Lispector: Kañakuymantaqa chayqa allichkanmi. Perú, Ministerio de Cultura, Dirección Desconcentrada de Cultura de Cusco, 2015. ISBN 6124165368, 9786124165368 (45 pp., del original Melhor do que arder, esp. Mejor que arder).
- Adolfo Bioy Casares: Paulinapa yuyayninpi. Perú, Ministerio de Cultura, Dirección Desconcentrada de Cultura de Cusco, 2015. ISBN 612416535X, 9786124165351 (103 pp., del original En memoria de Paulina).